# Andreas Hajek
Andreas Hajek (* 16. April 1968 in Weißenfels) ist mehrfacher Olympiasieger und Weltmeister im Rudern.
Der Olympiasieger 1992, 1996 im Doppelvierer und Olympiadritte 2000 im Doppelvierer beendete 2004 seine sportliche Karriere und ist heute Inhaber eines Fahrradfachgeschäftes Hajek Radsport in Halle (Saale).
Hajek hatte auch schon 1988 für die DDR als Ersatzmann an den Olympischen Spielen in Seoul teilgenommen. 1985 gewann er bei den Junioren-Weltmeisterschaften als 17-Jähriger im Einer die Goldmedaille.
Er trainierte viel mit Thomas Lange. Seine sportlich erfolgreichste Zeit hatte er mit seinen Ruderkollegen André Steiner, André Willms und Stephan Volkert, mit denen er über zehn Jahre am Stück Medaillen auf Weltmeisterschaften und Olympischen Spielen gewann.
Für seine sportlichen Erfolge wurde er von Bundespräsident von Weizsäcker 1992 mit dem Silbernen Lorbeerblatt ausgezeichnet.